# اقتراع أوريغون رقم 110 لعام 2020
في نوفمبر من عام 2020، قام الناخبون في ولاية أوريغون في الولايات المتحدة باتمام اقتراع إجراء رقم 110 (بالإنجليزية: Ballot Measure 110)‏. والذي يعمل على تعديل قوانين حيازة وتجريم بعض المخدرات والعقاقير، من ضمنها الهيروين والميثامفيتامين وثنائي إيثيل أميد حمض الليسرجيك والأوكسيكودون، بالإضافة إلى عقاقير أخرى. كانت منظمة «تحالف سياسة المخدرات» (بالإنجليزية: Drug Policy Alliance)‏ وراء هذا الاقتراع. دخل القانون الجديد حيز التنفيذ في 1 فبراير 2021.

## تفاصيل
بموجب هذا القانون، سيكون لدى الأشخاص الذين يقبض عليهم، وبحوزتهم كميات صغيرة من المخدرات للاستخدام الشخصي، خيار دفع غرامة قدرها 100 دولار أو الحضور في المراكز المجانية للتعافي من الإدمان.
وستُمول مراكز التعافي - جزئيا - من عائدات الضرائب من صناعة الماريغوانا الشرعية والمنظمة في ولاية أوريغون.
وتختلف الكميات التي يغطيها التشريع المقترح باختلاف المخدرات، وتشمل أقل من غرام واحد من الهيروين، أو غرامين من الكوكايين.
وسيبقى الأشخاص الذين يصنعون المخدرات أو يوزعونها يواجهون عقوبة جنائية.
وقالت أكاديمية أوريغون لأطباء الأسرة، في بيان صادر عنها إن: «معاقبة الناس على تعاطي المخدرات والإدمان عملية مكلفة ولم تنجح. المزيد من العلاج من المخدرات وليس العقاب يعد أسلوبا أفضل».
كما دعم مارك زوكربيرغ، الرئيس التنفيذي لشركة فيسبوك، وزوجته، بريسيلا تشان، هذا الإجراء، وقدما تبرعا كبيرا للحملة من خلال مبادرة تشان زوكربيرغ.
ومع ذلك، عارض القانون 20 من المدعين العامين، قائلين إنه: «سيؤدي إلى زيادة قبول المخدرات الخطرة».
يرى مؤيدي القانون أنها فرصة لجعل العلاج من تعاطي المخدرات أولوية على تمويل إنفاذ الشرطة. سيتم تمويل خدمات العلاج الجديدة - بما في ذلك 15 مركزًا للتعافي من الإدمان التي سيتم افتتاحها بحلول الأول من أكتوبر - بإيرادات ضرائب الماريجوانا الزائدة، والتي بلغت عام 2020 أكثر 45 مليون دولار ويمكن أن تنمو إلى 129 مليون دولار بحلول عام 2027، وفقًا لتحالف سياسة المخدرات. بالإضافة إلى ذلك، ستمول ولاية أوريغون خدمات علاج الإدمان بالأموال التي يُتوقع توفيرها من خلال التوقف عن إلقاء القبض على الأشخاص وسجنهم ومقاضاتهم بتهمة حيازة المخدرات.